# Seznam medailistů na letních olympijských hrách v běhu na 800 m
Historický přehled medailistů v běhu na 800 m na Letních olympijských hrách:

## Medailisté

### Muži
| Rok  | Místo          | Zlato                | Výkon vítěze | Stříbro             | Bronz              |
| ---- | -------------- | -------------------- | ------------ | ------------------- | ------------------ |
| 1896 | Atény          | Edwin Flack          | 2:11,0       | Nándor Dáni         | Dimitrios Golemis  |
| 1900 | Paříž          | Alfred Tysoe         | 2:01,2       | John Cregan         | David Hall         |
| 1904 | St. Louis      | James Lightbody      | 1:56,0       | Howard Valentine    | Emil Breitkreutz   |
| 1908 | Londýn         | Melvin Sheppard      | 1:52,8       | Emilio Lunghi       | Hanns Braun        |
| 1912 | Stockholm      | Ted Meredith         | 1:51,9       | Melvin Sheppard     | Ira Davenport      |
| 1920 | Antverpy       | Albert Hill          | 1:53,4       | Earl Eby            | Bevil Rudd         |
| 1924 | Paříž          | Douglas Lowe         | 1:52,4       | Paul Martin         | Schuyler Enck      |
| 1928 | Amsterodam     | Douglas Lowe         | 1:51,8       | Erik Byléhn         | Hermann Engelhard  |
| 1932 | Los Angeles    | Thomas Hampson       | 1:49,8       | Alex Wilson         | Phil Edwards       |
| 1936 | Berlín         | John Woodruff        | 1:52,9       | Mario Lanzi         | Phil Edwards       |
| 1948 | Londýn         | Mal Whitfield        | 1:49,2       | Arthur Wint         | Marcel Hansenne    |
| 1952 | Helsinky       | Mal Whitfield        | 1:49,2       | Arthur Wint         | Heinz Ulzheimer    |
| 1956 | Melbourne      | Tom Courtney         | 1:47,7       | Derek Johnson       | Audun Boysen       |
| 1960 | Řím            | Peter Snell          | 1:46,3       | Roger Moens         | George Kerr        |
| 1964 | Tokio          | Peter Snell          | 1:45,1       | Bill Crothers       | Wilson Kiprugut    |
| 1968 | Mexico City    | Ralph Doubell        | 1:44,3       | Wilson Kiprugut     | Tom Farrell        |
| 1972 | Mnichov        | Dave Wottle          | 1:45,9       | Jevgenij Aržanov    | Mike Boit          |
| 1976 | Montréal       | Alberto Juantorena   | 1:43,50      | Ivo Van Damme       | Rick Wohlhuter     |
| 1980 | Moskva         | Steve Ovett          | 1:45,40      | Sebastian Coe       | Nikolaj Kirov      |
| 1984 | Los Angeles    | Joaquim Cruz         | 1:43,00      | Sebastian Coe       | Earl Jones         |
| 1988 | Seoul          | Paul Ereng           | 1:43,45      | Joaquim Cruz        | Saïd Aouita        |
| 1992 | Barcelona      | William Tanui        | 1:43,45      | Nixon Kiprotich     | Johnny Gray        |
| 1996 | Atlanta        | Vebjørn Rodal        | 1:42,58      | Hezekiél Sepeng     | Fred Onyancha      |
| 2000 | Sydney         | Nils Schumann        | 1:45,08      | Wilson Kipketer     | Djabir Said-Guerni |
| 2004 | Atény          | Jurij Borzakovskij   | 1:44,45      | Mbulaeni Mulaudzi   | Wilson Kipketer    |
| 2008 | Peking         | Wilfred Bungei       | 1:44,65      | Ismail Ahmed Ismail | Alfred Kirwa Yego  |
| 2012 | Londýn         | David Lekuta Rudisha | 1:40,91 – WR | Nijel Amos          | Timothy Kitum      |
| 2016 | Rio de Janeiro | David Lekuta Rudisha | 1:42,15      | Taoufik Makhloufi   | Clayton Murphy     |
| 2020 | Tokio          | Emmanuel Korir       | 1:45,06      | Ferguson Rotich     | Patryk Dobek       |
| 2024 | Paříž          | Emmanuel Wanyonyi    | 1:41,19      | Marco Arop          | Djamal Sedjati     |

## Medailové pořadí zemí
| Pořadí             | Země                         | Zlato | Stříbro | Bronz | Celkem |
| ------------------ | ---------------------------- | ----- | ------- | ----- | ------ |
| 1.                 | Spojené státy americké (USA) | 9     | 5       | 9     | 23     |
| 2.                 | Keňa (KEN)                   | 7     | 3       | 5     | 15     |
| 3.                 | Velká Británie (GBR)         | 6     | 3       | 1     | 10     |
| 4.                 | Austrálie (AUS)              | 2     | 0       | 0     | 2      |
| 5.                 | Nový Zéland (NZL)            | 2     | 0       | 0     | 2      |
| 6.                 | Brazílie (BRA)               | 1     | 1       | 0     | 2      |
| 7.                 | Německo (GER)                | 1     | 0       | 3     | 4      |
| 8.                 | Norsko (NOR)                 | 1     | 0       | 1     | 2      |
| 9.                 | Kuba (CUB)                   | 1     | 0       | 0     | 1      |
| 10.                | Rusko (RUS)                  | 1     | 0       | 0     | 1      |
| 11.                | Kanada (CAN)                 | 0     | 3       | 2     | 5      |
| 12.                | Jihoafrická republika (RSA)  | 0     | 2       | 1     | 3      |
| 13.                | Belgie (BEL)                 | 0     | 2       | 0     | 2      |
| 14.                | Itálie (ITA)                 | 0     | 2       | 0     | 2      |
| 15.                | Jamajka (JAM)                | 0     | 2       | 0     | 2      |
| 16.                | Alžírsko (ALG)               | 0     | 1       | 2     | 3      |
| 17.                | Dánsko (DEN)                 | 0     | 1       | 1     | 2      |
| 18.                | Sovětský svaz (URS)          | 0     | 1       | 1     | 2      |
| 19.                | Botswana (BOT)               | 0     | 1       | 0     | 1      |
| 20.                | Maďarsko (HUN)               | 0     | 1       | 0     | 1      |
| 21.                | Súdán (SUD)                  | 0     | 1       | 0     | 1      |
| 22.                | Švédsko (SWE)                | 0     | 1       | 0     | 1      |
| 23.                | Švýcarsko (SUI)              | 0     | 1       | 0     | 1      |
| 24.                | Francie (FRA)                | 0     | 0       | 1     | 1      |
| 25.                | Řecko (GRE)                  | 0     | 0       | 1     | 1      |
| 26.                | Maroko (MAR)                 | 0     | 0       | 1     | 1      |
| 27.                | Britská Západní Indie (BWI)  | 0     | 0       | 1     | 1      |
| 28.                | Polsko (POL)                 | 0     | 0       | 1     | 1      |
| Celkem po LOH 2024 | Celkem po LOH 2024           | 30    | 30      | 30    | 90     |

### Ženy
1928 a poté od roku 1960
| Rok  | Místo          | Zlato                   | Výkon vítěze | Stříbro                 | Bronz                  |
| ---- | -------------- | ----------------------- | ------------ | ----------------------- | ---------------------- |
| 1928 | Amsterdam      | Lina Radkeová           | 2:16,8       | Kinue Hitomiová         | Inga Gentzelová        |
| 1960 | Řím            | Ljudmila Ševcová        | 2:04,3       | Brenda Jonesová         | Ursula Donathová       |
| 1964 | Tokio          | Ann Elizabeth Packerová | 2:01,1       | Maryvonne Dupureurová   | Marise Chamberlainová  |
| 1968 | Mexico City    | Madeline Manningová     | 2:00,9       | Ileana Silaiová         | Mia Gommersová         |
| 1972 | Mnichov        | Hildegard Falck         | 1:58,6       | Nijolė Sabaitė          | Gunhild Hoffmeisterová |
| 1976 | Montréal       | Taťjana Kazankinová     | 1:54,94      | Nikolina Šterevová      | Elfi Zinnová           |
| 1980 | Moskva         | Naděžda Olizarenková    | 1:53,43 – OR | Olga Minějevová         | Taťjana Providochinová |
| 1984 | Los Angeles    | Doina Melinteová        | 1:57,60      | Kim Gallagherová        | Fița Lovinová          |
| 1988 | Soul           | Sigrun Wodarsová        | 1:56,10      | Christine Wachtelová    | Kim Gallagherová       |
| 1992 | Barcelona      | Ellen van Langenová     | 1:55,54      | Lilija Nurutdinovová    | Ana Fidelia Quirotová  |
| 1996 | Atlanta        | Světlana Mastěrkovová   | 1:57,73      | Ana Fidelia Quirotová   | Maria Mutolaová        |
| 2000 | Sydney         | Maria Mutolaová         | 1:56,15      | Stephanie Grafová       | Kelly Holmesová        |
| 2004 | Atény          | Kelly Holmesová         | 1:56,38      | Hasna Benhassi          | Jolanda Čeplaková      |
| 2008 | Peking         | Pamela Jelimová         | 1:54,87      | Janeth Jepkosgei        | Hasna Benhassi         |
| 2012 | Londýn         | Caster Semenyaová       | 1:57,23      | Jekatěrina Poistogovová | neudělena              |
| 2016 | Rio de Janeiro | Caster Semenyaová       | 1:55,28      | Francine Niyonsabaová   | Margaret Wambuiová     |
| 2020 | Tokio          | Athing Mu               | 1:55,21      | Keely Hodgkinsonová     | Raevyn Rogersová       |
| 2024 | Paříž          | Keely Hodgkinsonová     | 1:56,72      | Tsige Dugumová          | Mary Moraaová          |

## Medailové pořadí zemí
| Pořadí             | Země                                 | Zlato | Stříbro | Bronz | Celkem |
| ------------------ | ------------------------------------ | ----- | ------- | ----- | ------ |
| 1.                 | Velká Británie (GBR)                 | 4     | 1       | 1     | 6      |
| 2.                 | Sovětský svaz (URS)                  | 3     | 2       | 1     | 6      |
| 3.                 | Spojené státy americké (USA)         | 2     | 1       | 2     | 5      |
| 4.                 | Jihoafrická republika (RSA)          | 2     | 0       | 0     | 2      |
| 4.                 | Keňa (KEN)                           | 1     | 1       | 3     | 5      |
| 5.                 | Německá demokratická republika (GDR) | 1     | 1       | 2     | 4      |
| 7.                 | Rumunsko (ROU)                       | 1     | 1       | 1     | 3      |
| 8.                 | Rusko (RUS)                          | 1     | 1       | 0     | 2      |
| 9.                 | Německo (GER)                        | 1     | 0       | 1     | 2      |
| 10.                | Mosambik (MOZ)                       | 1     | 0       | 1     | 2      |
| 11.                | Nizozemsko (NED)                     | 1     | 0       | 1     | 2      |
| 12.                | Západní Německo (FRG)                | 1     | 0       | 0     | 1      |
| 13.                | Kuba (CUB)                           | 0     | 1       | 1     | 2      |
| 14.                | Maroko (MAR)                         | 0     | 1       | 1     | 2      |
| 15.                | Austrálie (AUS)                      | 0     | 1       | 0     | 1      |
| 16.                | Rakousko (AUT)                       | 0     | 1       | 0     | 1      |
| 17.                | Bulharsko (BUL)                      | 0     | 1       | 0     | 1      |
| 18.                | Burundi (BDI)                        | 0     | 1       | 0     | 1      |
| 19.                | Francie (FRA)                        | 0     | 1       | 0     | 1      |
| 20.                | Japonsko (JPN)                       | 0     | 1       | 0     | 1      |
| 21.                | Sjednocený tým (EUN)                 | 0     | 1       | 0     | 1      |
| 22.                | Etiopie (ETH)                        | 0     | 1       | 0     | 1      |
| 23.                | Nový Zéland (NZL)                    | 0     | 0       | 1     | 1      |
| 24.                | Slovinsko (SLO)                      | 0     | 0       | 1     | 1      |
| 25.                | Švédsko (SWE)                        | 0     | 0       | 1     | 1      |
| Celkem po LOH 2024 | Celkem po LOH 2024                   | 18    | 18      | 17    | 53     |